# Skär fingersvamp
Skär fingersvamp (Clavaria incarnata) är en svampart som beskrevs av Weinm. 1836. Skär fingersvamp ingår i släktet Clavaria och familjen fingersvampar.  Arten är reproducerande i Sverige. Inga underarter finns listade i Catalogue of Life.